# Джекетт, Эдвард
Эдвард Джон Джекетт (англ. Edward John Jackett; 4 июля 1878, Фалмут — 11 ноября 1935, Мидлсбро) — британский регбист, призёр летних Олимпийских игр.
Джекетт участвовал в летних Олимпийских играх 1908 года в Лондоне в соревнованиях по регби. Его сборная провела единственный матч против Австралазии и проиграла его, заняв второе место и получив серебряные медали.